# تونیسیته

تاثیر محلول‌های گوناگون بر یاخته‌های خونی

تونیسیته یا نوازه (انگلیسی: Tonicity) به اندازه شیب فشار اسمزی مؤثر میان دو مایع که به وسیله یک غشا نیمه‌تراوا جدا شده‌اند، گفته می‌شود. نوازه عمدتاً برای تشریح تبادل مایع در سلول‌ها کاربرد دارد.
بر اساس تفاوت فشار میان محلول مرجع و محلول مورد بررسی، سه گونهٔ نوازه را می‌توان تعریف نمود:
- محلول ایزوتونیک (به انگلیسی: Isotonic) به محلولی گفته می‌شود که غلظت ذرات اسمزی آن با محلول مرجع یا یاخته (در دو سوی غشای نیمه‌تراوا) تقریباً با هم برابر باشند.
- محلول هایپرتونیک (به انگلیسی: Hypertonic) محلولی است که غلظت ذرات اسمزی در آن نسبت به غلظت آنها در محلول مرجع (یا یاخته) بیشتر باشد.
- محلول هیپوتونیک (به انگلیسی: Hypotonic) محلولی است که غلظت ذرات اسمزی در آن نسبت به غلظت آنها در محلول مرجع (یا سلول) کمتر باشد.

## تونیسیته در زیست‌شناسی
مجموعه مولکول‌ها، یون‌ها و ذرات درون سلول زنده، فشار اسمزی کل سلول را تشکیل می‌دهند. هنگامی که سلول در چنین محیطی قرارگیرد، حرکت تعادلی آب، بین دو سوی غشای سلول صورت می‌گیرد و حرکت خالص آب صفر می‌شود و اندازه سلول تغییر نمی‌کند. در محلولهای فرانواخت فشار اسمزی محلول، بیش از فشار اسمزی داخل سلول است، پس حرکت خالص آب از داخل به خارج سلول است و پلاسمولیز یا چروکیدگی صورت می‌گیرد واندازه سلول کوچکتر می‌شود. در محلول‌های فرونواخت فشار اسمزی محلول کمتر از فشار اسمزی سلول است و حرکت خالص آب از خارج به درون سلول صورت می‌گیرد و در نتیجه تورم یا تورژسانس سلول رخ می‌دهد و در صورت ادامه ورود آب به سلول، خون‌کافت صورت می‌گیرد که منجر به پارگی یا شکسته شدن غشای گلبول‌های قرمز و آزاد شدن هموگلوبین به پلاسمای خون می‌شود.
غشای تخلیه شده از هموگلوبین را شبح خونی یا اجسام فانتومی می‌نامند. همولیز ممکن است تحت تأثیر عوامل مختلف دیگری مثل مواد شیمیایی، الکل و زهر مارها نیزانجام پذیرد.